# Viennetta

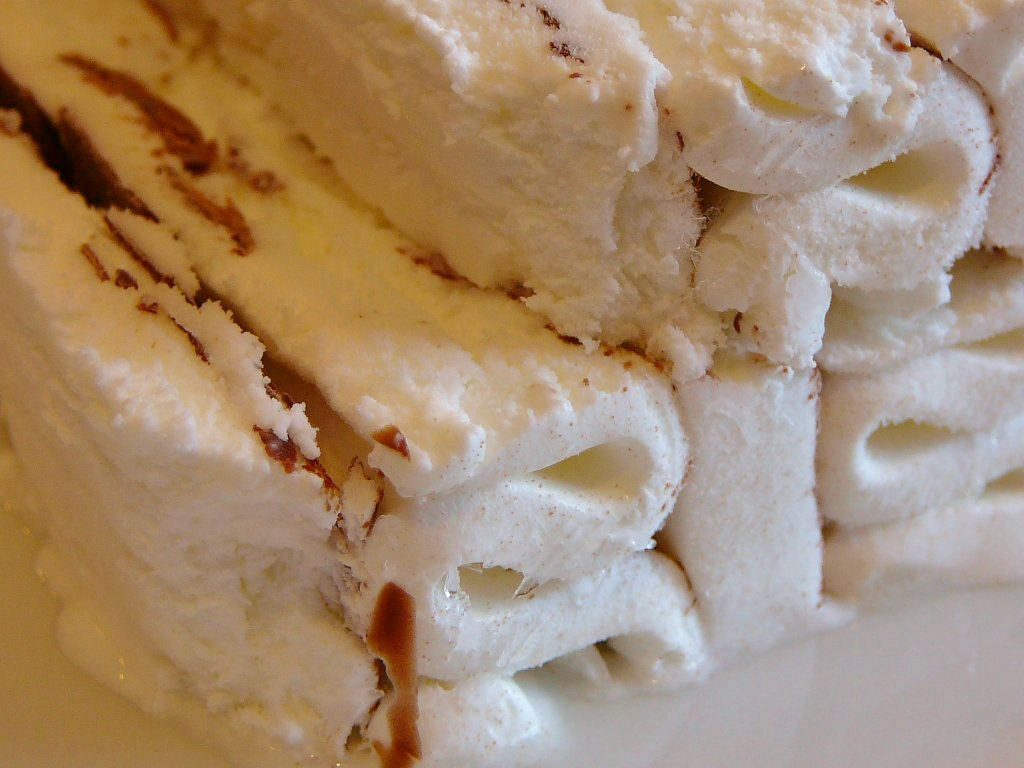
Крупный план ломтика Viennetta, демонстрирующий эффект «концертины», созданный во время производства

Viennetta — британский бренд десертного мороженого, принадлежащий компании Unilever. Продукция продаётся под различными брендами Heartbrand по всему миру. Оригинальный продукт состоит из нескольких волнистых слоёв мороженого, разделённых тонкими слоями распыляемой шоколадной глазури. Мороженое продаётся в разных вкусах, включая ванильный и мятный.

## История
Мороженое Viennetta было запущено в производство подразделением Wall’s компании Unilever в 1982 году.Многослойный продукт и запатентованная технология его производства были разработаны Кевином Хиллманом, менеджером по развитию фабрики Wall’s в Глостере, Яном Бутчером и Гордоном Стюартом Харриком. Слои мороженого выдавливались один за другим на подносы, находящиеся на движущейся ленте. Скорость экструзии была больше скорости ленты, которая вызывает скручивание или слипание мороженого. Каждый слой выдавливался со скоростью, отличной от скорости предыдущего слоя. Конечный эффект был сродни серии волн, проходящих по продукту, придавая эффект гармошки полученному кондитерскому изделию.
В долгосрочной рекламной кампании продукта в Великобритании использовался слоган «одного ломтика никогда не бывает достаточно» (англ. «one slice is never enough»), который до сих пор иногда используется в рекламных усилиях.
В 2007 году, в целях празднования 25-летия бренда Viennetta, компания Unilever изготовила мороженое Viennetta длиной 22,7 метра.